# Baengnyeon-ui sinbu
Baengnyeon-ui sinbu (hangeul: 백년의 신부, lett. La sposa centenaria; titolo internazionale Bride of the Century, conosciuta anche come Hundred Year Bride) è una serie televisiva sudcoreana trasmessa su TV Chosun dal 22 febbraio al 12 aprile 2014.
Ad aprile 2014 ne è stato annunciato un remake cinese.

## Trama
Da cento anni la famiglia Choi, proprietaria del Taeyang Group, uno dei più importanti conglomerati della Corea del Sud, viene tormentata da un fantasma che uccide la prima moglie del primogenito. Nel mondo esterno la maledizione è fonte di pettegolezzi tra chi ne viene a conoscenza, mentre all'interno della stessa famiglia c'è chi non ci crede e altri che sono completamente ignari della sua esistenza. Tra questi ultimi c'è il primogenito Choi Kang-joo, da poco fidanzato con l'ereditiera Jang Yi-kyung, una ragazza fredda e calcolatrice che conosce appena. Quando la promessa sposa scompare senza lasciare detto dove sia andata, sua madre Ma Jae-ran, memore che il figlio poco tempo prima aveva detto di aver incontrato una ragazza identica alla sorella, la contatta per sostituire Yi-kyung in attesa che la trovino. La sosia è l'ingenua e solare Na Doo-rim, proprietaria di un ristorante di pesce a Namhae, dove vive sola con la nonna da quando i genitori sono morti in mare. Trovandosi truffata da una donna del paese e senza un soldo per pagare le cure mediche della nonna, Doo-rim accetta di farsi passare per Yi-kyung, nonostante le sue doti di recitazione siano molto scarse, ma viene aiutata dal fatto che Kang-joo quasi non conosca la donna che deve sposare. Con il passare del tempo, Doo-rim riesce a far breccia nel cuore di Kang-joo, che il ragazzo aveva chiuso al prossimo dopo essere stato rapito da bambino da una donna di cui si fidava, e i due si innamorano. Nel frattempo, la madre di Kang-joo preme per affrettare le nozze nella speranza che la maledizione si compia e possa mettere al fianco del figlio una ragazza a lei più congeniale, Lee Roo-mi. A sua insaputa, però, Ma Jae-ran sa dell'esistenza del fantasma e complotta affinché Doo-rim sposi Kang-joo per sostituirla, una volta morta, con Yi-kyung, che in realtà si è nascosta con la complicità della madre.

## Personaggi
- Choi Kang-joo, interpretato da Lee Hong-ki e Joon Jin-seo (da bambino)
È l'erede del Taeyang Group, un ragazzo appena tornato dall'estero che non è bravo nei rapporti con gli altri e si comporta altezzosamente.
- Na Doo-rim, interpretata da Yang Jin-sung
È una ragazza dolce e solare che viene da Namhae ed è identica a Jang Yi-kyung. I suoi genitori sono morti in mare e vive con sua nonna, alla quale vuole molto bene. Gestisce un ristorante di pesce.
- Jang Yi-kyung, interpretata da Yang Jin-sung
Una donna fredda, snob e calcolatrice promessa sposa di Choi Kang-joo.
- Jang Yi-hyun, interpretato da Sung Hyuk
È il fratellastro maggiore di Yi-kyung e responsabile operativo della Ohsung Construction.
- Lee Roo-mi, interpretata da Jang Ah-young
Una giovane donna dell'alta borghesia, bella e intelligente, che ha frequentato una prestigiosa università. Roo-mi diventa la rivale di Doo-rim per Kang-joo, del quale è innamorata da anni.
- Park Soon-bok, interpretata da Nam Jeong-hee e Yang Jin-sung (da giovane)
La nonna di Doo-rim.
- Oh Jin-joo, interpretata da Park Jin-joo
Amica d'infanzia di Doo-rim e impiegata nel supermercato della famiglia Choi.
- Choi Il-do, interpretato da Choi Il-hwa
Il padre di Kang-joo e amministratore del Taeyang Group, non ha mai dimenticato il suo primo amore, che però è morto durante la luna di miele. Si è quindi risposato con Kim Myeong-hee, che però non ama.
- Kim Myeong-hee, interpretata da Kim Seo-ra
È la madre di Kang-joo e seconda moglie di Choi Il-do.
- Choi Kang-in, interpretato da Jung Hae-in
Fratello minore di Kang-joo e idol.
- Segretario Kim, interpretato da Kang Tae-hwan
Il segretario di Kang-joo.
- Ma Jae-ran, interpretata da Shin Eun-jung
La madre di Yi-kyung e amministratrice della Ohsung Construction.
- Sung Joo-shin, interpretata da Kim Ah-young
Il fantasma della casa.
- Leeann, interpretata da Kim Yoo-jung
Idol fidanzata di Kang-in.
- Maggiordomo Jang, interpretato da Im Byung-ki
Il maggiordomo della famiglia Choi.
- Ahn Dong-daek, interpretata da Kwon Eun-ah
La moglie del maggiordomo Jang, è molto pettegola.
- Sciamano, interpretato da Park Jung-hak
- Kim Bong-sook, interpretata da Kim Jae-hwa
Donna di Namhae che inganna Doo-rim e le ruba i soldi.
- Madre di Myeong-hee, interpretata da Heo Jin

## Ascolti
| Episodio | Data di trasmissione | Dati AGB |
| -------- | -------------------- | -------- |
| 1        | 22 febbraio 2014     | 0,474%   |
| 2        | 23 febbraio 2014     | 0,399%   |
| 3        | 1 marzo 2014         | 0,764%   |
| 4        | 2 marzo 2014         | 0,844%   |
| 5        | 8 marzo 2014         | 0,762%   |
| 6        | 9 marzo 2014         | 0,973%   |
| 7        | 14 marzo 2014        | 0,611%   |
| 8        | 15 marzo 2014        | 1,062%   |
| 9        | 21 marzo 2014        | 1,311%   |
| 10       | 22 marzo 2014        | 1,451%   |
| 11       | 28 marzo 2014        | 1,123%   |
| 12       | 29 marzo 2014        | 1,349%   |
| 13       | 4 aprile 2014        | 0,952%   |
| 14       | 5 aprile 2014        | 1,044%   |
| 15       | 11 aprile 2014       | 0,942%   |
| 16       | 12 aprile 2014       | 1,052%   |
| Media    | Media                | 0,945%   |

## Colonna sonora
1. Come Inside (들어와) – Lee Jae-jin
2. Words I Couldn't Say Yet (아직 하지 못한 말) – Choa
3. Words I Couldn't Say Yet (아직 하지 못한 말) – Lee Hong-ki
4. My Girl – 2Young
5. Do You Know (아나요) – Jeon Geun-hwa
6. Come Inside (strumentale) (들어와)
7. Words I Couldn't Say Yet (strumentale)
8. Bride of the Century (백년의 신부)
9. Key of Secret (비밀의 열쇠)
10. Rise In the World
11. Walk Around
12. Hundred Years Curse (백년의 저주)
13. Pit-a-Pat Na Doo-rim (두근 두근 나두림)
14. Grey Shadow
15. Hundred Steps
16. Mournful Eyes
17. Savior of Hell

## Distribuzioni internazionali
| Paese       | Canale/i             | Prima TV                   | Titolo adottato                  |
| ----------- | -------------------- | -------------------------- | -------------------------------- |
| Taiwan      | STAR Chinese Channel | 18 giugno-25 luglio 2014   | 百年新娘 (La sposa centenaria)   |
| Filippine   | TV5                  | 7 luglio-19 settembre 2014 | Bride of the Century             |
| Giappone    | TBS                  | 1 agosto-19 settembre 2014 | 百年の花嫁 (La sposa centenaria) |
| Birmania    | Channel 7            | 28 agosto 2014-            | 百年新娘 (La sposa centenaria)   |
| Hong Kong   | TVB                  | 31 gennaio-4 aprile 2015   | 百年新娘 (La sposa centenaria)   |
| Cambogia    |                      |                            |                                  |
| Cina        |                      |                            |                                  |
| Stati Uniti |                      |                            | Bride of the Century             |
| Vietnam     |                      |                            | Pah-nî ê sin-pū                  |
| Thailandia  | PPTV                 | 13 luglio 2015-            |                                  |